# 385695 Clete
385695 Clete, precedentemente noto con la designazione provvisoria (385695) 2005 TO74, è un asteroide troiano del pianeta Nettuno. Scoperto nel 2005, presenta un'orbita caratterizzata da un semiasse maggiore pari a 30,0467761 au e da un'eccentricità di 0,0505612, inclinata di 5,25437° rispetto all'eclittica.
Il suo nome è dedicato a Cleta, nella mitologia greca una delle più famose Amazzoni.
Presenta il medesimo periodo orbitale di Nettuno, ed orbita nel punto lagrangiano L4 della sua orbita, circa 60° innanzi rispetto al pianeta.